# Liste der Baudenkmale in Horneburg
In der Liste der Baudenkmale in Horneburg sind alle Baudenkmale der niedersächsischen Gemeinde Horneburg aufgelistet. Die Quelle der Baudenkmale ist der Denkmalatlas Niedersachsen. Der Stand der Liste ist der 9. Dezember 2021.

## Allgemein
In den Spalten befinden sich folgende Informationen:
- Lage: die Adresse des Baudenkmales und die geographischen Koordinaten. Kartenansicht, um Koordinaten zu setzen. In der Kartenansicht sind Baudenkmale ohne Koordinaten mit einem roten Marker dargestellt und können in der Karte gesetzt werden. Baudenkmale ohne Bild sind mit einem blauen Marker gekennzeichnet, Baudenkmale mit Bild mit einem grünen Marker.
- Bezeichnung: Bezeichnung des Baudenkmales
- Beschreibung: die Beschreibung des Baudenkmales. Unter § 3 Abs. 2 NDSchG werden Einzeldenkmale und unter § 3 Abs. 3 NDSchG Gruppen baulicher Anlagen und deren Bestandteile ausgewiesen.
- ID: die Objekt-ID des Baudenkmales
- Bild: ein Bild des Baudenkmales, ggf. zusätzlich mit einem Link zu weiteren Fotos des Baudenkmals im Medienarchiv Wikimedia Commons. Wenn man auf das Kamerasymbol klickt, können Fotos zu Baudenkmalen aus dieser Liste hochgeladen werden:

## Horneburg

### Gruppe: Burg Horneburg
Die Gruppe hat die ID 30899457. Die ehemalige Burg Horneburg ist seit dem 17. Jahrhundert nicht mehr erhalten, die Anlage mit Burggraben, Burgstelle (heute Gutspark), den Wassersystemen (Abzugsgraben, ehemaliger Mühlenteich und Schöpfwerk) und umliegenden Gebäuden, die dem nachfolgenden Gut zugehörig sind (Gutshaus, Nebengebäude, Pferdestall mit Pferdetränke), sind dagegen überkommen.

| Lage                                       | Bezeichnung   | Beschreibung | ID       | Bild |
| ------------------------------------------ | ------------- | --- | -------- | ---- |
| Marschdamm 4 53° 30′ 36″ N, 9° 35′ 12″ O   | Gutshaus      | Zweigeschossiger Fachwerkbau mit Backsteinausfachungen, unter flachem schiefergedecktem Walmdach. Markanter Backsteinturm an der auch ansonsten massiv in Backstein ausgeführten Südfassade; Turm unter schiefergedecktem Helm. Sonst symmetrischer Aufbau in Schmuckfachwerk. Ostfassade mit einer Freitreppe und einem schmiedeeisernen Balkon besonders hervorgehoben. Errichtet als eingeschossiger Bau 1840 (i), 1886 dann aufgestockt. | 30918289 |      |
| Marschdamm 4 53° 30′ 36″ N, 9° 35′ 11″ O   | Nebengebäude  | Langgestreckter eingeschossiger Fachwerkbau unter ziegelgedecktem Satteldach. Errichtet in der ersten Hälfte des 19. Jahrhunderts. | 30918311 |      |
| Marschdamm 2 c 53° 30′ 35″ N, 9° 35′ 12″ O | Tränke        | Mit seitlichen Begrenzungen aus gemauerten Granitquadern ausgeführt, an der Westseite des ehemaligen Burggrabens. | 30918670 |      |
| Marschdamm 2 c 53° 30′ 33″ N, 9° 35′ 13″ O | Stall         | Großer eingeschossiger Backsteinbau unter Satteldach in Schieferdeckung. Im Inneren gusseiserne Säulen. Erbaut um 1870 als Pferdestall mit Knechtekammern, Futterkammern und Wagenremise. | 30918229 |      |
| Marschdamm 53° 30′ 35″ N, 9° 35′ 13″ O     | Burggraben    | Der ehemalige Burggraben wird von der Aue gespeist und umgibt heute den alten Gutspark. | 30918652 |      |
| Marschdamm 53° 30′ 35″ N, 9° 35′ 16″ O     | Park          | Der alte Gutspark liegt auf dem Gelände der ursprünglichen Burg von Horneburg, nach 1700 des Gutes Horneburg. Er wird umgeben vom ehemaligen Burggraben und ist von Norden her über eine Brücke erschlossen. | 30918211 |      |
| Marschdamm 53° 30′ 38″ N, 9° 35′ 22″ O     | Fließgewässer | Der Abzugsgraben, der von der Aue in den Burggraben führt, wird nördlich des Gutsparks zum ehemaligen Mühlenteich aufgestaut. | 30918633 |      |
| Marschdamm 53° 30′ 42″ N, 9° 35′ 32″ O     | Schöpfwerk    | Backsteinbau unter ziegelgedecktem Walmdach am östlichen Ende der Grabenanlage (Abzugsgraben, Mühlteich, Burggraben). Erbaut wohl in der zweiten Hälfte des 19. Jahrhunderts. | 30918615 |      |

### Gruppe: Gut Daudieck
Die Gruppe hat die ID 30899488. Das Gut Daudieck gehörte ehemals zum Kloster Harsefeld. Der Gebäudebestand umfasst ein Mühlengebäude der Zeit um 1600, das Gutshaus, das um 1800 errichtet wurde, sowie ein Wohn- und ein Wirtschaftsgebäude des 19. Jahrhunderts. Erhalten sind der ehemalige Mühlteich im Westen der Anlage sowie historisches Kopfsteinpflaster.

| Lage                                           | Bezeichnung                   | Beschreibung | ID       | Bild |
| ---------------------------------------------- | ----------------------------- | --- | -------- | ---- |
| Gut Daudieck Nr. 1 53° 29′ 53″ N, 9° 33′ 18″ O | Gutshaus                      | Giebelständiger Fachwerkbau mit Backsteinausfachung unter pfannengedecktem Krüppelwalmdach. Giebel zweifach vorkragend auf geschweiften Balkenköpfen. Errichtet um 1800. Modernisiert um 1900, dabei Anbau einer Holzveranda.                                                               | 30917785 |      |
| Gut Daudieck Nr. 2 53° 29′ 51″ N, 9° 33′ 19″ O | Wohnhaus                      | Giebelständiger Fachwerkbau mit Backsteinausfachung, unter Halbwalmdach in Ziegeldeckung. Obergeschoss giebelseitig vorkragend auf Knaggen. Errichtet in der Mitte des 19. Jahrhunderts. | 30917805 |      |
| Gut Daudieck Nr. 5 53° 29′ 49″ N, 9° 33′ 20″ O | Mühlengebäude                 | Zweiständerbau in Fachwerk mit Backstein- und Lehmausfachung, unter reetgedecktem Halbwalmdach, am Wohngiebel mit Vollwalm. Auf Feldsteinsockel. Obergeschoss giebelseitig vorkragend auf schlichten Knaggen. Dammseitige Kübbung nachträglich entfernt. Errichtet als Wassermühle um 1600. | 30917823 |      |
| Gut Daudieck 53° 29′ 54″ N, 9° 33′ 22″ O       | Pflaster (Oberflächenelement) | Der durch das Gut führende Weg ist in großen Teilen mit historischer Kopfsteinpflasterung erhalten. | 30917898 |      |
| Gut Daudieck 53° 29′ 55″ N, 9° 33′ 11″ O       | Mühlenteich                   | Großer, aufgestauter Teich im Westen des Gutes Daudieck, ursprünglich angelegt als Mühlenteich. | 30917881 |      |

### Gruppe: Westlicher Vordamm
Die Gruppe hat die ID 30899468. Die drei ehemaligen Handwerkerhäuser auf der westlichen Seite des Vordamms entstanden zwischen 1750 und 1850. Das älteste ist das nördliche, das jüngste das südliche Gebäude.

| Lage                                   | Bezeichnung | Beschreibung | ID       | Bild |
| -------------------------------------- | ----------- | --- | -------- | ---- |
| Vordamm 20 53° 30′ 28″ N, 9° 35′ 12″ O | Wohnhaus    | Eingeschossiges giebelständiges Fachwerkhaus mit Backsteinausfachung, unter ziegelgedecktem Satteldach. Straßengiebel vorkragend auf kräftig profilierten Knaggen. Errichtet als Handwerkerhaus in der Mitte des 18. Jahrhunderts. | 30918483 |      |
| Vordamm 22 53° 30′ 28″ N, 9° 35′ 12″ O | Wohnhaus    | Eingeschossiges giebelständiges Fachwerkgebäude unter ziegelgedecktem Halbwalmdach. Straßengiebel vorkragend auf gerundeten Knaggen. Errichtet als Handwerkerhaus um 1800.                                                         | 30918501 |      |
| Vordamm 24 53° 30′ 28″ N, 9° 35′ 12″ O | Wohnhaus    | Giebelständiges Fachwerkhaus mit Backsteinausfachung, unter ziegelgedecktem Satteldach, rückwärtig mit Halbwalm. Errichtet als Handwerkerhaus in der ersten Hälfte des 19. Jahrhunderts.                                           | 30918521 |      |

### Gruppe: Südseite Lange Straße
Die Gruppe hat die ID 30899447. Die südliche Seite der Langen Straße im westlichen Straßenverlauf wird geprägt durch zwei nebeneinander stehende, giebelständige Fachwerkbauten der ersten Hälfte des 19. Jahrhunderts.

| Lage                                        | Bezeichnung | Beschreibung | ID       | Bild |
| ------------------------------------------- | ----------- | --- | -------- | ---- |
| Lange Straße 28 53° 30′ 31″ N, 9° 34′ 56″ O | Wohnhaus    | Giebelständiger eingeschossiger Fachwerkbau mit Backsteinausfachung, unter Halbwalmdach in Ziegeldeckung. Errichtet 1847 (i).                                                                                 | 30918029 |      |
| Lange Straße 30 53° 30′ 31″ N, 9° 34′ 55″ O | Wohnhaus    | Giebelständiges Fachwerkhaus mit Backsteinausfachung, unter zweifach geknicktem Krüppelwalmdach, rückwärtig mit Halbwalm. Straßengiebel dreifach vorkragend auf profilierten Balkenköpfen. Errichtet um 1800. | 30918049 |      |

### Einzeldenkmale
| Lage                                              | Bezeichnung           | Beschreibung | ID       | Bild |
| ------------------------------------------------- | --------------------- | --- | -------- | ---- |
| Bahnhofstraße 53° 30′ 32″ N, 9° 34′ 38″ O         | Kriegerdenkmal        | Findling mit eingelassener Tafel und Reliefmedaillon von Kaiser Wilhelm I., bekrönt von einem Preußenadler. Eingebunden in die Bahnhofsvorplatzgestaltung. Gedenkstein als Erinnerung an die Deutsche Reichsgründung 1871 zu Ehren Kaiser Wilhelms I., zugleich Gefallenendenkmal für die im Deutsch-Französischen Krieg 1870/71 gestorbenen Soldaten aus Horneburg, Dollern und Nottensdorf. Errichtet 1907. | 30917917 |      |
| Daudiecker Weg 8 53° 29′ 59″ N, 9° 33′ 6″ O       | Gutsschäferei         | Fachwerkbau mit Backsteinausfachung, unter reetgedecktem Walmdach. Errichtet als Schäferei des Gutes Daudieck in der Mitte des 19. Jahrhunderts. | 30917845 |      |
| Horst 2 53° 30′ 29″ N, 9° 32′ 42″ O               | Gutsförsterhaus       | Dreiachsiger Backsteinbau unter Satteldach in Falzziegeldeckung. Mit mittigem übergiebeltem Eingang an der Südseite. Erbaut als Försterhaus des Gutes Horst 1883 (i). | 30918594 |      |
| Im großen Sande 16 53° 30′ 34″ N, 9° 34′ 40″ O    | Wohnhaus              | Kleine, zweigeschossige, traufständige Fachwerkvilla mit Backsteinausfachung, unter flachem, schiefergedecktem Krüppelwalmdach. Mit hervorgehobenem, zweigeschossigem Seitenrisalit unter eigenem schiefergedecktem Satteldach. Straßenseitig zweigeschossige Fachwerkveranda und zeitgenössische zweiflügelige Hauseingangstür. Errichtet um 1900. | 30917934 |      |
| Im kleinen Sande 53° 30′ 26″ N, 9° 34′ 45″ O      | Gefallenendenkmal     | Gedenkstätte aus Sandsteinquadern, über gestuftem Sockel, bekrönt von einer Kugel mit Kreuz. Errichtet um 1920 für die im Ersten Weltkrieg 1914–18 gefallenen Soldaten aus Horneburg. | 30917953 |      |
| Im kleinen Sande 7 53° 30′ 28″ N, 9° 34′ 47″ O    | Wohnhaus              | Traufständiger zweigeschossiger Backsteinbau, unter flach geneigtem Satteldach in Ziegeldeckung. Mittig an der straßenseitigen Fassade ein gusseiserner Altanvorbau, hier der Haupteingang mit zeitgenössischer zweiflügeliger Haustür. Erbaut um 1880. | 30917970 |      |
| Im kleinen Sande 9 53° 30′ 25″ N, 9° 34′ 47″ O    | Wohnhaus              | Eingeschossiger Putzbau auf hohem Sockelgeschoss, unter schiefergedecktem Satteldach. Regelmäßige Fassadengestaltung mit Fenstern und Blindfenstern auf dem umlaufenden Sockelgesims, gerahmt werden diese durch korinthische Flachpilaster mit geradem Gebälk. Darüber ein Kranzgesims mit Blumenfries. An der Nordseite ein Mittelrisalit mit dem vorgelagerten Eingang, auf der Südseite ein Frontispiz. Erbaut als Gutshaus des Gutes Horneburg V derer von Borch 1894 (i). Umgeben von einer großen Gartenanlage mit altem Baumbestand. | 30917987 |      |
| Im kleinen Sande 9 53° 30′ 25″ N, 9° 34′ 47″ O    | Garten                | Der Garten besteht aus Freiflächen, die zum Teil parkähnlich aufgelockert sind und in wechselnder Form mit Baum- und Strauchwerk gefasst sind. Dabei ergeben sich auch Ansätze von Sichtachsen. Hinzu kommt ein Wäldchen, das zugleich auf bäuerliche Traditionen verweist. | 38196951 |      |
| Issendorfer Straße 13 53° 30′ 23″ N, 9° 34′ 30″ O | Villa                 | Traufständiger Putzbau mit Fachwerk im Giebel, unter ziegelgedecktem Halbwalmdach. An der Straßenfassade linksseitig ein deutlich hervorgehober Risalit unter eigenem Satteldach mit Erker im Erdgeschoss und Balkon im Obergeschoss, westlich davon ein gusseiserner Wintergartenanbau. Erbaut 1904 (i). | 30918008 |      |
| Lange Straße 39 53° 30′ 33″ N, 9° 35′ 2″ O        | Wohnhaus              | Giebelständiger zweigeschossiger Fachwerkbau mit Backsteinausfachung, unter ziegelgedecktem Krüppelwalmdach. Beide Giebel zweifach auf gerundeten Balkenköpfen vorkragend. Errichtet in der ersten Hälfte des 19. Jahrhunderts. | 30918067 |      |
| Lange Straße 43 53° 30′ 33″ N, 9° 35′ 3″ O        | Wohnhaus              | Giebelständiger zweigeschossiger Fachwerkbau mit vorgesetzter Putzfassade in strenger Geschossgliederung mit durchlaufenden Gesimsen. Unter ziegelgedecktem Satteldach. Straßenfassade mit aufwändig stuckierten Fensterrahmungen und Eckquaderung. Fassade um 1900, Bau dahinter eventuell älter. | 30918084 |      |
| Lange Straße 44 53° 30′ 32″ N, 9° 35′ 2″ O        | Wohnhaus              | Giebelständiger eingeschossiger Fachwerkbau mit Backsteinausfachung, unter ziegelgedecktem Krüppelwalmdach. Erdgeschosszone nachträglich verändert. Errichtet in der ersten Hälfte des 19. Jahrhunderts. | 30918103 |      |
| Lange Straße 45 53° 30′ 33″ N, 9° 35′ 4″ O        | Wohnhaus              | Zweigeschossiges Fachwerkgebäude mit Backsteinausfachung und vorgeblendeter Putzfassade, die im Erdgeschoss eine Quadrierung aufweist. Rückwärtige Fassade massiv in Backstein. Unter ziegelgedecktem Walmdach. Errichtet in der ersten Hälfte des 19. Jahrhunderts. | 30918120 |      |
| Lange Straße 47 53° 30′ 33″ N, 9° 35′ 5″ O        | Amtshaus              | Traufständiger zweigeschossiger Fachwerkbau mit Backsteinausfachung und vorgeblendeter Putzfassade. Unter ziegelgedecktem Mansarddach mit Krüppelwalm zur Seite und Walm im rückwärtigen Bereich. Putzfassade mit Quaderimitation im Erdgeschoss, markanten Gesimsen und flachem Mittelgiebel. Hierdurch betonte Mittelachse, die zudem den Eingang im Erdgeschoss und einen Austritt im Obergeschoss enthält. Fassade 1835 mit Unterbringung des Gerichts neu gestaltet, Bau eventuell älter. Ab 1852 als Amtshaus des Amtes Horneburg genutzt. | 30918137 |      |
| Lange Straße 49 53° 30′ 33″ N, 9° 35′ 6″ O        | Rathaus               | Zweigeschossiger Fachwerkbau mit vorgesetzter symmetrisch gegliederter Putzfassade mit rundbogigen Öffnungen und Betonung des Obergeschosses. Unter flachem Walmdach. Mittig an der Straßenseite der Eingang hinter zwei Säulen, darüber ein Austritt und abschließend ein überhöhter Giebel; rückwärtig eine vergleichbare, nur schlichtere Gliederung. Fassade 1862 neu gestaltet, Haus im Kern älter. Seit 1615 Gebäude der Posthalterei, heute Rathaus. | 30918173 |      |
| Lange Straße 50 53° 30′ 32″ N, 9° 35′ 6″ O        | Apotheke              | Verputzter Fachwerkbau mit Schaufassade zur Langen Straße unter flach geneigtem ziegelgedeckten Walmdach. Symmetrisch gegliederte Putzfassade mit rundbogigen Öffnungen und Betonung des Obergeschosses, dabei herausgehoben die von Lisenen eingefasste und mit einem flachen Giebel geschmückte Mittelachse, vor der die Freitreppe zum Eingang des Erdgeschosses steht. Errichtet als Apotheke 1867 (i). | 30918192 |      |
| Marschdamm 2 53° 30′ 33″ N, 9° 35′ 9″ O           | Zollhaus              | Traufständiger zweigeschossiger Fachwerkbau mit Backsteinausfachung, unter ziegelgedecktem Walmdach. Allseitig auf Knaggen vorkragendes Obergeschoss. Straßenseitig ein Zwerchhaus mit Aufzugsluke und Rolle. Errichtet 1779 (a). Achtteiliges gusseisernes Schaufenster der Zeit um 1900 im Erdgeschoss. | 30918270 |      |
| Marschdamm 28 53° 30′ 44″ N, 9° 35′ 27″ O         | Pegelhaus             | An der Lühebrücke gelegener Bau mit Holzverkleidung und Satteldach. Gemauerter Pegelschacht, in dem mittels Schreibpegel der tideabhängige Wasserstand der Lühe aufgezeichnet wird. Errichtet in Holzkonstruktion 1910. | 30918369 |      |
| Marschdamm 28 53° 30′ 44″ N, 9° 35′ 26″ O         | Pavillon (Bauwerk)    | Kleines verbrettertes Gebäude mit zwei Räumen an der Lühe gelegen, ca. 1912 errichtet. Es handelt sich wohl um die ehemalige Gartenlaube des Ausflugslokal „Zum Felsenkeller“. | 38747711 |      |
| Schlagebeckerweg 15 53° 31′ 10″ N, 9° 34′ 7″ O    | Mühlengebäude         | Vierständerbau in Fachwerk; ehemaliger Mühlbetrieb in einem angebauten Massivteil. Unter Satteldach, am Ostgiebel mit Walm. Erbaut Ende des 19. Jahrhunderts. | 30918410 |      |
| Vordamm 53° 30′ 33″ N, 9° 35′ 9″ O                | Unserer Lieben Frauen | Schlichte Backstein-Saalkirche unter breitem Satteldach in Ziegeldeckung; mit polygonalem Ostabschluss, erbaut anstelle eines Vorgängerbaus 1729 (i). Massiver quadratischer Westturm aus Backstein von 1739 (i) mit einem spätbarocken Helm von 1792 (i). Der unregelmäßige Grundriss, der nach Süden einseitig breiter ist, geht noch auf den Vorgängerbau zurück. Beide Langhausseiten mit je vier großen rundbogigen Fenstern, auf der Nordseite zusätzlich ein Portal. Kleinere rundbogige Öffnungen in der Westfassade. Im Inneren größtenteils Originalzustand des 18. Jahrhunderts mit Voutendecke, Viertelkreistonnen über den Seitenschiffen und dreiseitiger Empore. 1966 gerade Abtrennung des Chores, hier Aufstellung des Kanzelaltars von 1730. Ausstattung teilweise noch aus dem Vorgängerbau. | 30918574 |      |
| Vordamm 9 53° 30′ 31″ N, 9° 35′ 11″ O             | Wohnhaus              | Giebelständiger eingeschossiger Fachwerkbau mit Backsteinausfachung, unter Krüppelwalmdach in Ziegeldeckung. Westgiebel massiv ersetzt, Ostgiebel mit zwei Vorkragungen auf reich geschnitzten Knaggen. Errichtet vor dem großen Stadtbrand um 1720. | 30918445 |      |
| Vordamm 12 53° 30′ 29″ N, 9° 35′ 11″ O            | Wohnhaus              | Zweigeschossiger Bau aus Fachwerk, unter Satteldach. Straßenseitige Fassade vorgesetzt: symmetrischer fünfachsiger Aufbau, segmentbogige Öffnungen, kräftiges Gesims über dem mit Quaderimitationen versehenen Erdgeschoss. | 30918464 |      |
| Vordamm 33 53° 30′ 27″ N, 9° 35′ 14″ O            | Wohnhaus              | Giebelständiger eingeschossiger Vierständerbau in Fachwerk mit Backsteinausfachung, Westgiebel und westlicher Teil der südlichen Traufseite massiv in Backstein erneuert. Unter Halbwalmdach in Ziegeldeckung. Errichtet im letzten Drittel des 19. Jahrhunderts. | 30918557 |      |